# Collegio elettorale di Roma - Gianicolense (Senato della Repubblica)
Il collegio Roma - Gianicolense fu un collegio elettorale uninominale della Repubblica Italiana per l'elezione del Senato della Repubblica. Apparteneva alla Circoscrizione Lazio e fu utilizzato per eleggere un senatore nella XII, XIII e XIV legislatura.
Venne istituito nel 1993 con la cosiddetta Legge Mattarella (Legge n. 276, Norme per l'elezione del Senato della Repubblica), attuata in seguito al referendum abrogativo del 1993. La legge istituì per la Camera dei deputati e per il Senato della Repubblica un sistema di elezione misto, in parte maggioritario e in parte proporzionale. Il 75% dei parlamentari dell'assemblea veniva eletto in collegi uninominali tramite sistema maggioritario a turno unico; il restante 25% al Senato veniva eletto tramite recupero proporzionale dei più votati non eletti attraverso un meccanismo di calcolo denominato scorporo, cioè sottraendo dal conteggio dei voti totali di una lista nella parte proporzionale i voti ottenuti dai candidati collegati alla medesima lista che erano eletti nei collegi uninominali con il sistema maggioritario.
Il collegio venne abolito insieme a tutti gli altri che costituivano il Senato con la promulgazione della legge elettorale successiva, la cosiddetta Legge Calderoli. Questa prevedeva un sistema proporzionale con premio di maggioranza, che al Senato veniva attribuito a livello regionale.

## Territorio
Il collegio Roma - Gianicolense era uno dei 21 collegi uninominali in cui era suddiviso il Lazio e, come previsto dal D.Lgs. del 20 dicembre 1993 n. 535, comprendeva parte del comune di Roma, tra cui il quartiere Gianicolense; la capitale complessivamente contava undici collegi uninominali al Senato.

## Eletti
| Elezione | Elezione | Senatore           | Partito            |
| -------- | -------- | ------------------ | ------------------ |
|          | 1994     | Carla Rocchi       | Progressisti (FdV) |
|          | 1996     | Carla Rocchi       | L'Ulivo (FdV)      |
|          | 2001     | Loredana De Petris | L'Ulivo (FdV)      |

## Dati elettorali

### XII legislatura
|                               | Carla Rocchi ✔️ Eletta | Progressisti                 | 63 770  | 39,75 |  |  |  |  |  |
|                               | Franco Righetti        | Polo del Buon Governo        | 61 480  | 38,32 |  |  |  |  |  |
|                               | Umberto Cappuzzo       | Patto per l'Italia           | 20 286  | 12,64 |  |  |  |  |  |
|                               | Mauro Zanella          | Lista Pannella-Riformatori   | 8 119   | 5,06  |  |  |  |  |  |
|                               | Giancarlo Caprodossi   | Verdi Federalisti            | 5 754   | 3,59  |  |  |  |  |  |
|                               | Giovanna Giampieri     | Partito della Legge Naturale | 1 022   | 0,64  |  |  |  |  |  |
| Totale                        | Totale                 | Totale                       | 160 431 | 100   |  |  |  |  |  |
|                               |                        |                              |         |       |  |  |  |  |  |
| Voti non validi               | Voti non validi        | Voti non validi              | 7 055   | 4,21  |  |  |  |  |  |
| Votanti                       | Votanti                | Votanti                      | 167 486 | 88,23 |  |  |  |  |  |
| Elettori                      | Elettori               | Elettori                     | 189 821 |       |  |  |  |  |  |
|                               |                        |                              |         |       |  |  |  |  |  |
| Data: 27-28 marzo 1994        |                        |                              |         |       |  |  |  |  |  |
| Fonte: Ministero dell'interno |                        |                              |         |       |  |  |  |  |  |

### XIII legislatura
|                               | Carla Rocchi ✔️ Eletta | L'Ulivo                                 | 81 174  | 51,93 |  |  |  |  |  |
|                               | Franco Righetti        | Polo per le Libertà                     | 64 426  | 41,21 |  |  |  |  |  |
|                               | Gennaro Gargiulo       | Movimento Sociale Fiamma Tricolore      | 4 777   | 3,06  |  |  |  |  |  |
|                               | Laura Arconti          | Lista Pannella-Sgarbi                   | 4 151   | 2,66  |  |  |  |  |  |
|                               | Virgilio Leggiero      | Socialista                              | 1 151   | 0,74  |  |  |  |  |  |
|                               | Mario Sottofattori     | Movimento Popolare della Moralizzazione | 639     | 0,41  |  |  |  |  |  |
| Totale                        | Totale                 | Totale                                  | 156 318 | 100   |  |  |  |  |  |
|                               |                        |                                         |         |       |  |  |  |  |  |
| Voti non validi               | Voti non validi        | Voti non validi                         | 6 583   | 4,04  |  |  |  |  |  |
| Votanti                       | Votanti                | Votanti                                 | 162 901 | 85,78 |  |  |  |  |  |
| Elettori                      | Elettori               | Elettori                                | 189 905 |       |  |  |  |  |  |
|                               |                        |                                         |         |       |  |  |  |  |  |
| Data: 21 aprile 1996          |                        |                                         |         |       |  |  |  |  |  |
| Fonte: Ministero dell'interno |                        |                                         |         |       |  |  |  |  |  |

### XIV legislatura
|                               | Loredana De Petris ✔️ Eletta   | L'Ulivo                              | 67 987  | 46,52 |  |  |  |  |  |
|                               | Carlo Alberto Ciocci           | Casa delle Libertà                   | 57 700  | 39,48 |  |  |  |  |  |
|                               | Giancarlo Lannutti             | Partito della Rifondazione Comunista | 6 876   | 4,71  |  |  |  |  |  |
|                               | Sergio Nicola Aldo Scicchitano | Lista Di Pietro                      | 3 876   | 2,65  |  |  |  |  |  |
|                               | Pasquale Bilotta               | Lista Pannella-Bonino                | 3 534   | 2,42  |  |  |  |  |  |
|                               | Lorenzo Maria Gulli            | Democrazia Europea                   | 2 937   | 2,01  |  |  |  |  |  |
|                               | Gennaro Gargiulo               | Fiamma Tricolore                     | 1 583   | 1,08  |  |  |  |  |  |
|                               | Paolo Temofonte                | Fronte Nazionale                     | 1 260   | 0,86  |  |  |  |  |  |
|                               | Giampiero Testani              | Forza Nuova                          | 382     | 0,26  |  |  |  |  |  |
| Totale                        | Totale                         | Totale                               | 146 135 | 100   |  |  |  |  |  |
|                               |                                |                                      |         |       |  |  |  |  |  |
| Voti non validi               | Voti non validi                | Voti non validi                      | 5 737   | 3,78  |  |  |  |  |  |
| Votanti                       | Votanti                        | Votanti                              | 151 872 | 79,79 |  |  |  |  |  |
| Elettori                      | Elettori                       | Elettori                             | 190 333 |       |  |  |  |  |  |
|                               |                                |                                      |         |       |  |  |  |  |  |
| Data: 13 maggio 2001          |                                |                                      |         |       |  |  |  |  |  |
| Fonte: Ministero dell'interno |                                |                                      |         |       |  |  |  |  |  |